# Patrick Lecerf
Patrick Lecerf, né le 20 septembre 1959 à Comblain-Fairon est un homme politique belge wallon, membre du MR. 

## Carrière politique
- Bourgmestre empêché de Hamoir puis effectif à partir de 2019.
- député wallon du 5 novembre 2014 au 9 décembre 2018, en remplacement de Hervé Jamar, ministre fédéral, empêché
  - député de la Communauté française de Belgique (idem)